# Saison 2013-2014 de la Ligue féminine 2 de basket-ball
Navigation
Saison précédente Saison suivante
La saison 2013-2014 de LF2 est la quatrième édition du championnat de Ligue féminine 2. Le deuxième niveau du championnat oppose quatorze équipes françaises en une série de vingt-six journées durant la saison régulière de basket-ball. Elle débute le 12 octobre 2013 et se termine le 26 avril 2014.
À l'issue de la saison régulière, les quatre premières équipes au classement sont qualifiées pour une finale à quatre (Final Four) qui se déroule en 2014. Le vainqueur de ce Final Four est désigné « Champion de France de Ligue 2 Féminine ».
Le vainqueur du Final Four ainsi que le premier de la saison régulière (ou le deuxième si le premier est aussi le vainqueur du Final Four) sont promus en Ligue féminine de basket. Les équipes classées aux deux dernières places de la saison régulière (hors Centre fédéral, qui est maintenu quels que soient ses résultats) sont reléguées en Nationale féminine 1.

## Équipes
Quatorze équipes prennent part au championnat. Neuf de l'édition précédente, une reléguée de LFB (Pays d'Aix, Perpignan) et trois promues de Nationale féminine 1 (Charnay Basket Bourgogne Sud, Avenir Basket Chartres  et AL Aplemont Le Havre).
Le Basket Catalan Perpignan Méditerranée devait être rétrogradé en championnat régional et le championnat ne compter que 13 équipes. Toutefois le club catalan est autorisé par la FFBB à rejouer en LF2 à la suite d'une décision du CNOSF, entraînant un boycott des autres clubs de la division, jugeant la décision injuste par rapport à la situation financière du club. Le boycott est finalement levé courant décembre.

## La saison régulière

### Classement de la saison régulière
| Rang | Équipe          | Pts | J  | G  | P  | Pp   | Pc   | Diff |
| ---- | --------------- | --- | -- | -- | -- | ---- | ---- | ---- |
| 1    | Calais          | 50  | 26 | 24 | 2  | 1974 | 1546 | 428  |
| 2    | PerpignanR      | 46  | 26 | 20 | 6  | 1721 | 1507 | 214  |
| 3    | Roche Vendée    | 45  | 26 | 19 | 7  | 1813 | 1615 | 198  |
| 4    | Pau-Lacq-Orthez | 44  | 26 | 18 | 8  | 1832 | 1722 | 110  |
| 5    | Limoges         | 39  | 26 | 13 | 13 | 1766 | 1807 | -41  |
| 6    | Reims           | 38  | 26 | 12 | 14 | 1814 | 1758 | 56   |
| 7    | Strasbourg      | 38  | 26 | 12 | 14 | 1814 | 1806 | 8    |
| 8    | Léon Trégor     | 37  | 26 | 11 | 15 | 1759 | 1779 | -20  |
| 9    | Pays d'Aix R    | 37  | 26 | 11 | 15 | 1568 | 1598 | -30  |
| 10   | Le HavreP       | 37  | 26 | 11 | 15 | 1593 | 1859 | -266 |
| 11   | ChartresP       | 36  | 26 | 10 | 16 | 1652 | 1659 | -7   |
| 12   | CharnayP        | 36  | 26 | 10 | 16 | 1655 | 1649 | 6    |
| 13   | Dunkerque-Malo  | 35  | 26 | 9  | 17 | 1655 | 1802 | -147 |
| 14   | Centre fédéral  | 28  | 26 | 2  | 24 | 1363 | 1872 | -509 |

| - Promotion directe en LFB - Qualification pour le Final Four - Relégation en Nationale 1 |
| R : Relégué de LFB 2012-2013                                                              |
| P : Promu de Nationale 1 2012-2013                                                        |

### Matches de la saison régulière
| Résultats (dom.\ext.)                                              | AIX   | CAL   | CHARN | CHART | CeF   | DUN   | LEH   | LEO   | LIM   | PAU   | PER   | REI   | ROC   | STR   |
| Pays d'Aix                                                         |       | 57-72 | 74-52 | 65-64 | 73-59 | 72-45 | 59-38 | 61-50 | 60-68 | 65-71 | 57-59 | 80-68 | 49-60 | 76-73 |
| Calais                                                             | 78-65 |       | 69-55 | 80-67 | 87-43 | 90-47 | 98-71 | 89-51 | 90-62 | 70-62 | 61-71 | 76-63 | 72-58 | 84-68 |
| Charnay                                                            | 45-53 | 77-84 |       | 64-71 | 70-33 | 67-58 | 84-56 | 68-61 | 59-66 | 60-62 | 46-54 | 71-65 | 48-52 | 76-57 |
| Chartres                                                           | 56-53 | 54-58 | 70-59 |       | 88-48 | 54-59 | 61-44 | 73-66 | 70-46 | 63-76 | 68-75 | 62-63 | 65-70 | 64-56 |
| Centre fédéral                                                     | 49-62 | 46-66 | 39-54 | 61-59 |       | 51-63 | 80-82 | 46-77 | 63-73 | 58-66 | 53-82 | 39-94 | 73-70 | 58-75 |
| Dunkerque-Malo                                                     | 43-48 | 57-66 | 64-72 | 57-64 | 80-56 |       | 68-74 | 84-86 | 83-79 | 68-69 | 67-65 | 61-56 | 97-69 | 61-73 |
| Le Havre                                                           | 65-62 | 42-84 | 43-88 | 61-49 | 58-57 | 76-66 |       | 68-60 | 78-72 | 79-88 | 51-72 | 68-64 | 60-64 | 83-68 |
| Léon Trégor                                                        | 75-54 | 47-79 | 72-56 | 69-60 | 74-44 | 65-50 | 87-61 |       | 72-75 | 74-70 | 52-53 | 70-73 | 71-74 | 91-65 |
| Limoges                                                            | 70-53 | 65-80 | 76-71 | 75-57 | 69-53 | 55-70 | 58-63 | 82-65 |       | 68-66 | 79-72 | 71-62 | 73-78 | 64-58 |
| Pau-Lacq-Orthez                                                    | 68-61 | 56-62 | 66-64 | 73-62 | 75-52 | 89-66 | 68-53 | 74-56 | 77-69 |       | 73-60 | 69-79 | 80-62 | 83-61 |
| Perpignan                                                          | 51-43 | 60-47 | 66-57 | 74-61 | 59-49 | 57-60 | 80-53 | 89-58 | 64-58 | 66-55 |       | 68-51 | 62-53 | 76-70 |
| Reims                                                              | 73-66 | 60-75 | 78-86 | 58-65 | 85-58 | 88-61 | 67-63 | 71-81 | 87-63 | 72-73 | 57-52 |       | 68-63 | 86-65 |
| Roche Vendée                                                       | 85-44 | 75-87 | 84-56 | 81-58 | 68-42 | 80-69 | 65-41 | 67-57 | 87-75 | 80-48 | 59-53 | 71-52 |       | 81-64 |
| Strasbourg                                                         | 61-56 | 67-71 | 76-50 | 68-67 | 63-53 | 81-51 | 90-62 | 93-72 | 69-54 | 92-75 | 68-81 | 81-74 | 52-57 |       |
| - Victoire à domicile - Victoire à l'extérieur - Match non disputé |       |       |       |       |       |       |       |       |       |       |       |       |       |       |

## Final Four
Le titre de champion est désigné à l'issue d'une finale à quatre disputée les 17 et 18 mai à Calais, grâce à sa première place de la saison régulière. Perpignan remporte sa demi-finale et Calais la sienne, qualifiant d'office l'équipe de Perpignan pour la LFB la saison suivante.
En finale, les Catalanes battent nettement le COB Calais (77-56) et s'offrent un nouveau titre de championnes de France de Ligue féminine 2, alors que pour son dernier match en LF2 Pau dispose de Roche Vendée.
|  | Demi-finales        | Demi-finales |                        |    | Finale | Finale |
|  | Demi-finales        | Demi-finales |                        |    | Finale | Finale |
|  |                     |              |                        |    |        |        |
|  |                     |              |                        |    |        |        |
|  |                     |              |                        |    |        |        |
|  | [2] Perpignan       | 55           |                        |    |        |        |
|  | [2] Perpignan       | 55           |                        |    |        |        |
|  | [3] Roche Vendée    | 53           |                        |    |        |        |
|  | [3] Roche Vendée    | 53           | Perpignan              | 77 |        |        |
|  |                     |              | Perpignan              | 77 |        |        |
|  |                     | Calais       | 56                     |    |        |        |
|  | [1] Calais          | Calais       | 56                     | 69 |        |        |
|  | [1] Calais          |              |                        | 69 |        |        |
|  | [4] Pau-Lacq-Orthez | 66           |                        |    |        |        |
|  | [4] Pau-Lacq-Orthez | 66           | Match pour la 3e place |    |        |        |
|  |                     |              |                        |    |        |        |
|  |                     |              |                        |    |        |        |
|  |                     |              |                        |    |        |        |
|  | Roche Vendée        | 67           |                        |    |        |        |
|  | Roche Vendée        | 67           |                        |    |        |        |
|  | Pau-Lacq-Orthez     | 79           |                        |    |        |        |
|  | Pau-Lacq-Orthez     | 79           |                        |    |        |        |

## Meilleures joueuses de la saison régulière
| Catégorie                     | Joueuse          | Équipe         | Statistiques |
| ----------------------------- | ---------------- | -------------- | ------------ |
| Évaluation par match          | Tiffany Clarke   | COB Calais     | 22,2         |
| Points par match              | Tiffany Clarke   | COB Calais     | 18,8         |
| Rebonds par match             | Shenita Landry   | Pays d'Aix     | 11,5         |
| Rebonds défensifs par match   | Brooklyn Pope    | Limoges ABC    | 8,0          |
| Rebonds offensifs par match   | Shenita Landry   | Pays d'Aix     | 3,6          |
| Passes décisives par match    | Fatou Dieng      | Perpignan      | 5,7          |
| Interceptions par match       | Magali Mendy     | Chartres       | 3,8          |
| Contres par match             | Shenita Landry   | Pays d'Aix     | 1,4          |
| Fautes provoquées par match   | Amélie Pochet    | Léon Trégor    | 6,2          |
| Pourcentage aux lancer-francs | Aurélie Cibert   | Calais         | 87,9 %       |
| Pourcentage à 2 points        | Aminata Nar Diop | Roche Vendée   | 68,0 %       |
| Pourcentage à 3 points        | Victoria Ricart  | Dunkerque-Malo | 42,5 %       |